# Казека
Казека — античне місто, або селище (засноване наприкінці IV — початку III ст. до н. е. і відоме до IV ст. н. е.) на периферії Боспорської держави. Зараз — городище поблизу від мису Чауда та мису Карангат на південному заході Керченського півострова (АР Крим).
Згідно з повідомленнями Арріана в Періплі Понту Евксинського (II століття н. е.) і Періпла (IV—V ст. н. е.), приписуваного псевдо-Арріану, у східного краю Феодосійської затоки в II столітті нашої ери міг перебувати населений пункт Казека — південно-західний форпост Боспорського царства.
Вчені порівняли відстані на основі старовинних мір довжини і вирахували місцезнаходження міста.
Пізніше на цьому ж місці розташовувалося ранньосередньовічне поселення Салтівської культури. Площа пам'ятки близько 12 га. У нього входять три об'єкти: залишки культурного шару античного городища, стародавні каменоломні і колодязі і залишки ранньосередньовічного поселення.
Культурні нашарування Казека, які збереглися, знаходяться на висоті 20-30 м над рівнем моря і витягнуті від мису уздовж берега бухти Маячної в північно-східному і південно-східному напрямку. Потужність культурного шару тут не перевищує в середньому 0,20 — 0,50 м, це обумовлено тим, що скельні породи, які підстилають плато мису, знаходяться досить близько до сучасної поверхні. Більшу частину поверхні самого мису займає вихід материкової скелі, тому культурний шар зберігся тут фрагментарно, головним чином, в зниженнях, у той час як більша частина культурного шару античного часу виявилася змитої по схилу — в берегових западинах акумулювалися лінзи змитого шару потужністю до 2.5 м.
На плато Чауда, між мисом і вершиною бухти Маячної, виявили чотири стародавніх неглибоких колодязя, вирубаних у вапняках до водоносного горизонту. Вони досі використовуються. Всі колодязі грушоподібної форми, і лише один з них має прямокутне вхідний гирлі. Датування колодязів ускладнено, але археологи вважають, що, будучи споруджені в перші століття нашої ери, вони активно використовувалися і піддавалися перебудові в новий час. Важко датувати і каменоломні — добре збережені розробки будівельного каменю на березі бухти Маячної над західним обривом плато мису, в яких добувався вапняк-черепашник. Проблематичні для датування також будівельні залишки недалеко від маяка: фрагменти керамічної тари перших століть нашої ери і амфор причорноморського типу перемішані з сучасним сміттям, в тому числі і татарського аулу, що розташовувався на місці маякового господарства.